# تل برسیب
تل برسیب (به عربی: تل برسیب) یک محوطه باستانی و روستا در سوریه است که در استان حلب واقع شده‌است.